# Браун, Уэйн (защитник)
Уэйн Лоуренс Браун (англ. Wayne Lawrence Brown; 20 августа 1977, Баркинг) — английский футболист, защитник, футбольный тренер. В настоящее время является главным тренером клуба «Колчестер Юнайтед».
Выступал за множество клубов в Англии, включая «Ипсвич Таун», «Колчестер Юнайтед» (в сезоне 2006—2007 был единственным игроком «Колчестера», который провёл все матчи чемпионата), «Куинз Парк Рейнджерс», «Уимблдон», «Уотфорд», «Джиллингем», «Халл Сити», «Престон Норт Энд» и «Лестер Сити». С «Халл Сити», которому принадлежат права на игрока, Браун подписал контракт 14 июля 2007 года, будучи проданным из клуба «Колчестер Юнайтед» за 450 000 фунтов.